# Casa del Jardiner Major (Màlaga)
L'antiga Casa del Jardiner Major és un petit edifici del districte Centro de la ciutat de Màlaga (Espanya). Està situat en el Parc de Màlaga, entre el Palau de la Duana i l'actual Rectorat de la Universitat de Màlaga davant de l'Alcassaba.
Fou construïda en 1912 i dissenyada per l'arquitecte Manuel Rivera Vera. Como el seu nom indica, estava destinada a ser la residència del jardiner major del Parc, la qual cosa indica l'estima que la societat d'aquell temps tenia pels principals jardiners de la ciutat. Durant molts d'anys albergà una oficina d'informació turística. Des de gener de 2010 és la seu de la Fundación Málaga Ciudad Cultural, responsable de la candidatura de Màlaga a Capital Europea de la Cultura 2016.
Es troba a l'Avinguda Cervantes, 1